# Ame no Hohi
Ame no Hohi (天菩比神, 天穗日命, アメノホヒ, « Soleil aux grains célestes »)  est une divinité masculine et le deuxième fils de la déesse solaire Amaterasu dans la mythologie japonaise,. Izumo no Kuni no Miyatsuko ou les dirigeants historiques d'Izumo et les chefs modernes d'Izumo-taisha et d'Izumo-taishakyo descendent de lui,.

## Mythologie

Serment entre Amaterasu et Susanowo (basé sur le Kojiki)

Dans certains mythes, il fut d'abord envoyé sur terre pour régner après que son frère Ame-no-oshihomimi eut refusé l'offre. Cependant, comme il n'est pas revenu après trois ans, ils ont envoyé un autre dieu pour régner.

## Famille
Les fils d'Ame no Hohi sont appelés Ame-no-Hinadori et Takehi-Nateru. Ame no Hohi est considéré comme l'ancêtre des Izumo no Omi, ainsi que des prêtres d'Izumo et du clan Sugawara. Nomi no Sukune est dit être un descendant d'Amenohohi.
Ame no Hohi est l'ancêtre du clan Haji (en) 

## Culte
Le sanctuaire Tagata est un sanctuaire dédié à Ame no Hohi. On dit également qu'il est consacré au sanctuaire Kameido Tenjin.